# Xã Bath, Quận Franklin, Indiana
Xã Bath (tiếng Anh: Bath Township) là một xã thuộc quận Franklin, tiểu bang Indiana, Hoa Kỳ. Năm 2010, dân số của xã này là 369 người.